# Cinq catégories rouges
Les cinq catégories rouges (en chinois simplifié : 红五类 ; chinois traditionnel : 紅五類 ; pinyin : hóng wǔ lèi) étaient les classes sociales privilégiées par le Parti communiste chinois (PCC) lors de la Révolution culturelle chinoise (1966-1976),,. Cela a opposé les « cinq catégories noires » qui ont été classées comme des ennemis de la révolution. Ces cinq catégories comprenaient,,,, :
- Paysans pauvres et paysans de la classe moyenne inférieure (chinois : 贫下中农) ;
- Ouvriers (chinois : 工人) ;
- Soldats révolutionnaires (chinois : 革命军人) de l'Armée populaire de libération (APL) ;
- Cadres révolutionnaires (chinois : 革命干部) ;
- Martyrs révolutionnaires (chinois : 革命烈士), dont des membres de la famille immédiate, des enfants, des petits-enfants et d'autres proches de membres décédés du PCC et du personnel des services de l'APL tués au cours d'actions militaires.